# کارماین (تگزاس)
کارماین، تگزاس(به انگلیسی: Carmine, Texas) شهری در ایالت تگزاس از ایالات جنوبی ایالات متحده آمریکا است. در سرشماری سال ۲۰۰۰، جمعیت این شهر ۲۲۸ نفر اعلام شد.